# Inside Job
Pour les articles homonymes, voir Inside Job (homonymie).
Pour plus de détails, voir Fiche technique et Distribution.
Inside Job est un film documentaire américain produit, écrit et réalisé par Charles H. Ferguson sorti en 2010. Il analyse les causes de la crise financière mondiale débutant en 2007 et a remporté l'Oscar du meilleur film documentaire en 2011,.

## Synopsis
Inside Job est le premier film qui s'essaye à une analyse exhaustive de la crise financière mondiale qui a éclaté en 2008. Il décrit aussi le rôle qu'ont joué des banques comme la Lehman Brothers, Merrill Lynch, Goldman Sachs et Barclays dans cette crise. Selon le réalisateur, celle-ci était évitable, car, pour que la crise de 1929 et la Grande Dépression ne puissent se reproduire, « des mécanismes avaient été mis en place, qui ont protégé les États-Unis de toute crise financière jusqu’en 2008 ». Mais, « avec la dérégulation progressive du secteur financier, les années 80 ont vu l'émergence d'une industrie de plus en plus criminelle, dont les « innovations » ont provoqué une succession de crises financières. Chaque crise étant pire que la précédente, et pourtant, au vu des enjeux d'enrichissement et du pouvoir croissant de l'industrie, chacune a envoyé très peu de gens derrière les barreaux »,. C. Ferguson fait ainsi remarquer qu’en dépit « des fraudes qui ont provoqué des milliers de milliards de pertes, personne n'est allé en prison ». Le film donne la parole à l'ensemble des protagonistes, dont des experts qui avaient annoncé la crise, et qui à l’époque n'avaient pas été écoutés ou jugés être des cassandres. Selon la présentation du film faite par Sony Pictures, Inside Job révèle « l'émergence d'un business dénué de tout scrupule et expose les relations scandaleuses qui ont corrompu la politique, les autorités de régulation et le monde universitaire ».
Le film s’appuie sur une recherche exhaustive et de nombreux témoignages, présentés sous forme d’extraits d’entrevues avec les principaux initiés financiers, politiciens, journalistes et universitaires réputés, spécialistes de ces questions. Les réponses ou commentaires de personnalités influentes comme Nouriel Roubini, Barney Frank, George Soros, Eliot Spitzer, Charles R. Morris (en), Dominique Strauss-Kahn, Christine Lagarde et d'autres sont présentés. On voit aussi les réponses embarrassées, cafouilleuses ou quelque peu agressives de lobbyistes qui ont défendu ou défendent les banques.
En particulier, le film, qui évoque alors de « possibles conflits d'intérêts », éclaire le lien incestueux d'universitaires prestigieux tel Glenn Hubbard (en), conseiller économique principal de George W. Bush en faveur de la dérégulation et doyen de la Columbia Business School (en particulier des universités de la Ivy League : Harvard, Université Columbia et d'autres) qui, du fait de leur réputation de sérieux scientifique, ont fourni une garantie mais ont été rémunérés pour cela et ont fait, ou font encore, partie des conseils d'administration de grandes entreprises financières mises en cause : banques d'affaires (Merrill Lynch, Morgan Stanley, Lehman Brothers), assurances (AIG), agences de crédit immobilier (y compris gouvernementales : Freddie Mac & Fannie Mae) et agences de notation financière (Standard & Poor's, Fitch Ratings, Moody's). Hank Paulson, ancien secrétaire au trésor américain et par ailleurs ancien CEO de Goldman Sachs, interviewé dans le documentaire, annonce ainsi :« si vous grossissez, vous n'êtes pas en récession n'est-ce pas ? », remarque qui est reprise par le journal The Guardian en 2011.

## Au sujet de Charles H. Ferguson
Réalisateur et cinéaste spécialisé dans les sujets de sciences politiques, titulaire d'un doctorat en science politique obtenu au M.I.T. en 1989. Ferguson a été nommé à l'Oscar pour un précédent documentaire No End in Sight, consacré à l'occupation américaine de l'Irak. Il est également un entrepreneur informatique à succès, son logiciel Frontpage ayant été revendu pour plus de 100 millions d'euros à Microsoft en 1996.

## Fiche technique
- Titre : Inside Job
- Réalisation : Charles H. Ferguson
- Scénario : Charles H. Ferguson
- Producteurs : Charles H. Ferguson, Audrey Marrs (en) ; Jeffrey Lurie et Christina Weiss Lurie (producteurs exécutifs)
- Photographie : Kalyanee Mam (en) et Svetlana Cvetko
- Musique : Alex Heffes
- Société de distribution : Sony Pictures Classics
- Langue : anglais
- Commentaire dit par Matt Damon

## Distinctions
- Le film a fait l'objet d'une projection spéciale au festival de Cannes 2010[9].
- 2011 : Oscar du meilleur film documentaire
- Prix Spécial du Jury au festival du film de Sundance[3], les Prix du meilleur documentaire du cercle de critiques de New York et de Los Angeles[3], et nommé à l’Oscar du meilleur documentaire[3]).

## Production du film
Charles Ferguson dit avoir conçu ce film « avec l'espoir qu'en moins de deux heures, il permette à tout le monde de comprendre la nature fondamentale et les causes de ce problème ».
C’est la voix de l’acteur Matt Damon, bien connue des Américains, qui narre les actions ou réactions des services financiers et du gouvernement, geste jugé « assez audacieux de la part de l'acteur » selon l'un des viewer-reporters du film.
Dans les bonus du DVD, le réalisateur précise que l'achat des droits pour la bande son "Big Time" de Peter Gabriel, utilisée au début du film, représenterait 5 % du budget du film.